# 小山歩
小山  歩（おやま あゆみ、女性、1980年2月4日 - ）は、日本の小説家。
宮城県気仙沼市出身。東北学院大学文学部史学科（現・歴史学科）卒。専攻は民俗学。
2002年、小説『戒（かい）』が第14回日本ファンタジーノベル大賞優秀賞を受賞。現在は気仙沼市職員、気仙沼市在住。2012年3月1日に長男を出産した。

## 作品リスト
- 戒
  - 2002年12月発売、新潮社、ISBN 978-4104573011